# Pylos-Nestoras
Pylos-Nestoras (in greco Πύλος-Νέστορας?) è un comune della Grecia situato nella periferia del Peloponneso (unità periferica della Messenia) con 21.172 abitanti secondo i dati del censimento 2001.
Il comune è stato istituito a seguito della riforma amministrativa detta Programma Callicrate in vigore dal gennaio 2011 che ha abolito le prefetture e accorpato numerosi comuni.
I precedenti comuni accorpati sono:
- Chiliochoria
- Corone
- Modone
- Nestoras
- Papaflessas
- Navarino

All'interno del territorio si trova il sito archeologico del palazzo miceneo di Pilo.